# Erdal Koşan
Erdal Koşan (Istanbul, 15 maggio 1971) è un ex cestista turco.

## Carriera
Con la Turchia ha disputato i Campionati europei del 1993.